# Salomontrast
Salomontrast (Turdus kulambangrae) är en fågel i familjen trastar inom ordningen tättingar.

## Utseende och läte
Salomontrasten är en mörk trast med orange näbb, ben, fötter och ögonring. Bland lätena hörs hårda "tjuppande" läten, ofta avgivna i utbrott.

## Utbredning och systematik
Salomontrasten förekommer i Salomonöarna. Den delas in två underarter med följande utbredning:
- Turdus kulambangrae sladeni – Guadalcanal
- Turdus kulambangrae kulambangrae – Kolombangara

Tidigare kategoriserades den som del av ötrasten (Turdus poliocephalus), men denna har efter studier delats upp i ett antal arter, bland annat salomontrast.

## Levnadssätt
Salomontrasten hittas i bergsskogar. Där födosöker den i alla skikt, även på marken.

## Status
IUCN erkänner den inte som art, varför dess hotstatus inte bedömts.